# Kvelertak (album)
Kvelertak è il primo ed eponimo album in studio del gruppo musicale norvegese Kvelertak, pubblicato nel 2010.

## Tracce
1. Ulvetid (featuring Hoest of Taake) – 3:29
2. Mjød – 2:30
3. Fossegrim – 3:32
4. Blodtørst (featuring Ivar Nikolaisen of Absurd², Happy Dagger, Silver) – 3:37
5. Offernatt (featuring Ryan McKenney of Trap Them) – 4:29
6. Sjøhyenar (Havets Herrer) – 4:50
7. Sultans of Satan – 4:35
8. Nekroskop (featuring Andreas Tylden of Altaar and One Tail, One Head) – 5:10
9. Liktorn – 5:35
10. Ordsmedar av Rang – 4:27
11. Utrydd Dei Svake – 6:22

## Formazione
Kvelertak
- Erlend Hjelvik – voce
- Vidar Landa – chitarra, voce
- Bjarte Lund Rolland – chitarra, piano, voce
- Maciek Ofstad – chitarra, voce
- Marvin Nygaard – basso, voce
- Kjetil Gjermundrød – batteria, percussioni, voce

Ospiti
- Ryan McKenney – voce (in "Offernatt")
- Ivar Nikolaisen – voce (in "Blodtørst")
- Andreas Tylden – voce (in "Nekroskop")
- Hoest – voce (in "Ulvetid")